# Pont-d’Héry
Pont-d’Héry település Franciaországban, Jura megyében. Lakosainak száma 243 fő (2022. január 1.). Pont-d’Héry Salins-les-Bains, Andelot-en-Montagne, Chaux-Champagny, Thésy, Valempoulières és Aresches községekkel határos.

## Népesség
A település népességének változása:
| Lakosok száma | 120  | 240  | 235  | 260  | 260  | 244  | 234  | 230  | 234  | 243  |
|               | 1968 | 1982 | 1990 | 2006 | 2013 | 2015 | 2017 | 2019 | 2020 | 2022 |